# 永野威旺
永野 威旺（ながの いお、2002年〈平成14年〉7月7日 - ）は、日本のプロバスケットボール選手。長崎県出身。ポジションはポイントガード/シューティングガード。B.LEAGUE・横浜エクセレンス所属。

## 来歴
県立長崎東高校から名古屋学院大学に進む。4年次にはキャプテンとしてチームを率いインカレでは4位に導き、個人でも優秀賞とMIP賞を受賞した。
3年次には新潟アルビレックスBBに特別指定選手として所属。
4年次の2024年12月18日、長崎ヴェルカに特別指定選手として加入することが発表された。第一報は長崎ヴェルカ対島根スサノオマジック戦開始直前のハピネスアリーナでサプライズ発表された。
2025年6月24日、横浜エクセレンスに期限付き移籍することが発表された。

## 人物
- もともとシューティングガードだったが、新潟アルビレックスBBでの特使活動の中で自分の身長ではポイントガードしか道がないと感じ、4年次に本格的にポイントガードにコンバートした[5]。

## 経歴
- 県立長崎東高校(2018年 - 2020年)
- 名古屋学院大学(2021年 - 2024年)
- 新潟アルビレックスBB ※特別指定選手(2023年12月 - 2024年3月)
- 長崎ヴェルカ ※特別指定選手(2024年12月 -  2025年)
- 横浜エクセレンス ※期限付き移籍(2025年 -  )

## 個人成績
| シーズン   | チーム | GP | GS | MPG   | FG%  | 3P%  | FT%  | RPG | APG | SPG | BPG | TO  | PPG |
| ---------- | ------ | -- | -- | ----- | ---- | ---- | ---- | --- | --- | --- | --- | --- | --- |
| B2 2023-24 | 新潟   | 16 | 4  | 23:59 | .432 | .431 | .722 | 1.5 | 3   | 1.4 | 0.2 | 1.6 | 9.1 |
| B1 2024-25 | 長崎   | 16 | 0  | 05:32 | .273 | .118 | .000 | 0.6 | 0.7 | 0.1 | 0.0 | 0.7 | 1.3 |